# Paranapanema
Paranapanema là một đô thị ở bang São Paulo của Brasil. Đô thị này nằm ở vĩ độ 23º23'19" độ vĩ nam và kinh độ 48º43'22" độ vĩ tây, trên khu vực có độ cao 610 m. Dân số năm 2004 ước tính là 16.902 người. Đô thị này có diện tích 1022,2 km². 

## Thông tin nhân khẩu
Dữ liệu dân số theo điều tra dân số năm 2000
Tổng dân số: 15.510
- Dân số thành thị: 11.668
- Dân số nông thôn: 3.842
- Nam giới: 8.060
- Nữ giới: 7.450

Mật độ dân số (người/km²): 15,21
Tỷ lệ tử vong trẻ sơ sinh dưới 1 tuổi (trên một triệu người): 18,19
Tuổi thọ bình quân (tuổi): 70,02
Tỷ lệ sinh (số trẻ trên mỗi bà mẹ): 2,69
Tỷ lệ biết đọc biết viết: 87,80%
Chỉ số phát triển con người (HDI-M): 0,755
- Chỉ số phát triển con người - Thu nhập: 0,700
- Chỉ số phát triển con người - Tuổi thọ: 0,750
- Chỉ số phát triển con người - Giáo dục: 0,815

(Nguồn: IPEADATA)

### Sông ngòi
- Sông Paranapanema
- Sông Apiaí-Guaçu
- Sông Guareí
- Sông de Santo Inácio

### Các xa lộ
- SP-268
- SP-270